# Pandanus thomensis
Pandanus thomensis är en enhjärtbladig växtart som beskrevs av Hermann Maximilian Carl Ludwig Friedrich zu Solms-Laubach. Pandanus thomensis ingår i släktet Pandanus och familjen Pandanaceae. IUCN kategoriserar arten globalt som sårbar. Inga underarter finns listade.